# 山西鱷

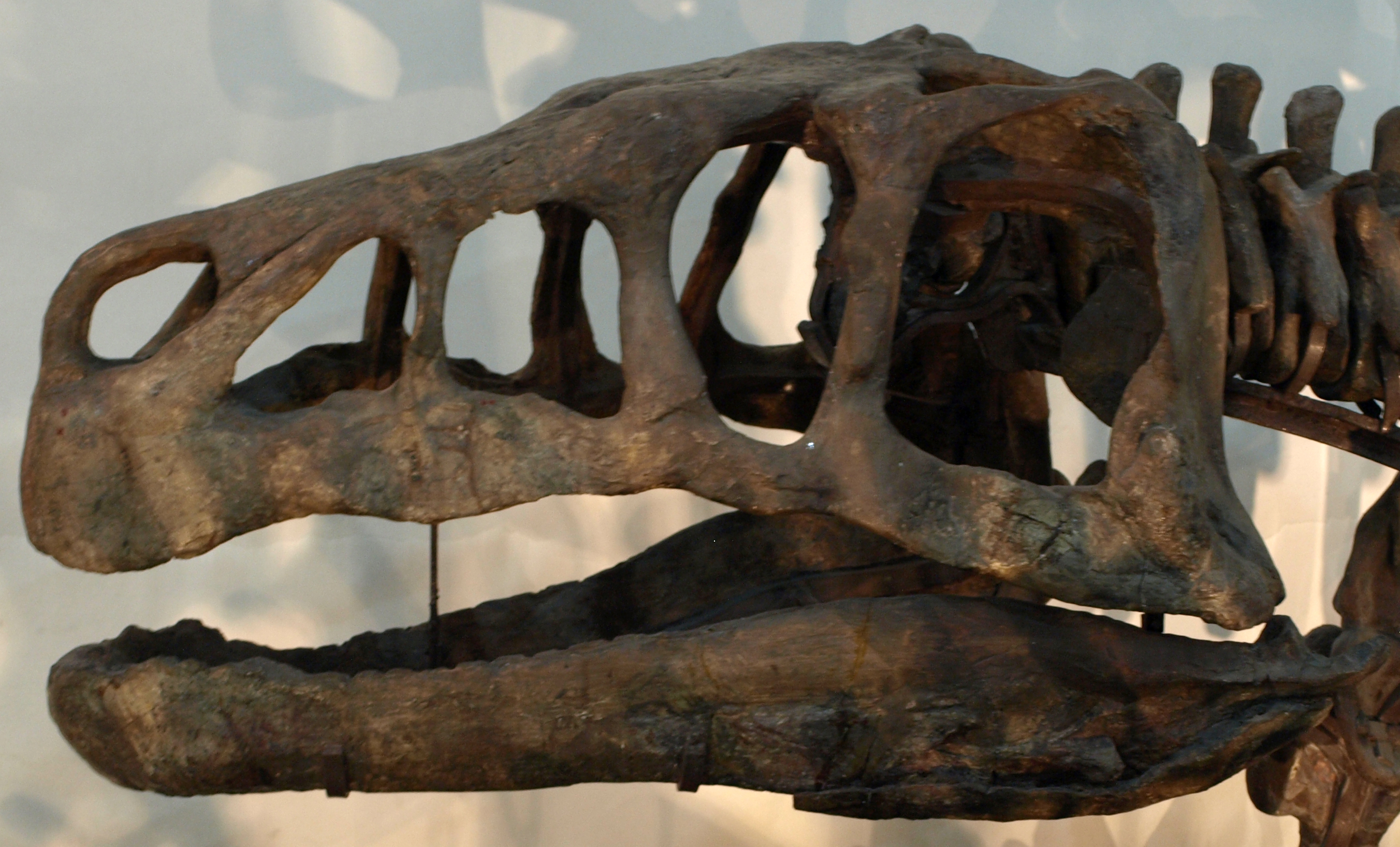
山西鱷的頭骨 - 中國古動物博物館

山西鱷（學名：Shansisuchus）屬於主龍形下綱引鱷科，使種史前肉食性爬行動物，生存於三疊紀中期的中國山西省，約2億4500萬年前。在恐龍出現以前，山西鱷等早期肉食性爬行動物，稱霸陸地達數百萬年之久。山西鱷身長2.2公尺，高度約0.5公尺，具有強壯的頜部。山西鱷被認為行動迅速，並以較小、行動較緩慢的動物為食。

http://fossilworks.org/cgi-bin/bridge.pl?taxon_no=38231&action=basicTaxonInfo （页面存档备份，存于）